# Siège de Vesoul (1370)
Pour les articles homonymes, voir Sièges de Vesoul.
Le siège de Vesoul de 1370 est une opération militaire menée en 1370 par des pillards allemands au cours de la guerre de Cent Ans sur la ville de Vesoul, à l'époque dans le comté de Bourgogne (actuelle Franche-Comté).

## Contexte
Le XIVe siècle est marqué par la guerre de Cent Ans (1337-1453). La ville de Vesoul, surplombée par le Castrum Vesulium, ainsi que le comté de Bourgogne ne sont pas épargnés. Après l'épidémie de peste noire en 1348 et le siège mené par les écorcheurs en 1360, la ville de Vesoul était dévastée et se retrouva à la merci de nouveaux assiégeants.

## Déroulement
Devant la menace d'un nouveau siège, Jean de Ray, gardien du comté de Bourgogne, envoya Guillaume de Mont-Saint-Léger et Perceval de Vaucler pour mettre en défense la ville qui, à cette époque, « était petitement peuplée et de grande circuitée ». Jean de Ray lui-même vint installer 60 hommes d'armes, correspondants à environ 500 hommes (cavalier, infanterie, archer etc). Parallèlement au siège de Vesoul, les Allemands ont brûlé les châtelleries de Montjustin et de Montbozon. Les Allemands se retirèrent par la suite.

## Conséquences
À la suite du siège, les remparts qui venaient d'être réparés et reconstruits étaient à nouveau endommagés. Le duc-comte Philippe de Bourgogne ordonna aux habitants de la ville, aussi bien les nobles que les ecclésiastiques de participer à la remise en état des fortifications (murs, portes, ponts-levis etc). Certains habitants des villages mitoyens à Vesoul ont également été appelés pour contribuer aux réparations des remparts.